# Ново село (област Русе)
Вижте пояснителната страница за други значения на Ново село.
Ново село е село в североизточната част на България, част от община Русе в област Русе. Населението му е около 1302 души (15 март 2024).

## География
Ново село се намира на 22 km от град Русе. Разположено е в хълмиста местност с чист въздух. В околностите на селото има гори със запазена флора и фауна. Почвата (чернозем) е подходяща за всички видове земеделски култури.

## История
Старото име на селото е Еникьой (Ново село). Към края на XIX век селото има смесено население от хърцои и балканджии.

## Население
Численост на населението според преброяванията през годините:
| \| Година на преброяване \| Численост \| \| --------------------- \| --------- \| \| 1934 \| 2832 \| \| 1946 \| 2822 \| \| 1956 \| 2266 \| \| 1965 \| 2190 \| \| 1975 \| 1985 \| \| 1985 \| 1624 \| \| 1992 \| 1516 \| \| 2001 \| 1312 \| \| 2011 \| 1157 \| \| 2021 \| 1076 \| |           |
| Година на преброяване | Численост |
| 1934 | 2832      |
| 1946 | 2822      |
| 1956 | 2266      |
| 1965 | 2190      |
| 1975 | 1985      |
| 1985 | 1624      |
| 1992 | 1516      |
| 2001 | 1312      |
| 2011 | 1157      |
| 2021 | 1076      |

Етнически състав
Численост и дял на етническите групи според преброяването на населението през 2011 г.:
|                     | Численост | Дял (в %) |
| Общо                | 1157      | 100.00    |
| Българи             | 1056      | 91.27     |
| Турци               | 8         | 0.69      |
| Цигани              |           |           |
| Други               |           |           |
| Не се самоопределят |           |           |
| Неотговорили        | 83        | 7.17      |

## Управление
Кмет на селото е Стефан Цанев.

## Инфраструктура
В селото се намира Основно училище „Г. С. Раковски“, което дава старт за много деца от района. Целодневната детска градина „Роза“ приобщава и възпитава деца от съседните села Семерджиево, Тетово, Хотанца и др.

## Култура
Официалният празник на селото е 24 май – Денят на българската култура и просвета.